# Eudistoma rigidum
Eudistoma rigidum är en sjöpungsart som beskrevs av Takasi Tokioka 1955. Eudistoma rigidum ingår i släktet Eudistoma och familjen Polycitoridae. Inga underarter finns listade i Catalogue of Life.